# Directive 91/414/CEE du Conseil, du 15 juillet 1991, concernant la mise sur le marché des produits phytopharmaceutiques
La directive 91/414/CEE du Conseil du 15 juillet 1991 concernant la mise sur le marché des produits phytopharmaceutiques est une directive européenne qui régit les questions relatives à l'autorisation, la mise sur le marché, l'utilisation et le contrôle à l'intérieur de l'Union européenne des produits phytopharmaceutiques sous leur forme commerciale.

## Objectif
Le but principal de cette directive est d'harmoniser l'ensemble des différentes règlementations et autorisations de produits phytopharmaceutiques des États membres au sein de l'Union Européenne. La décision finale d'autorisation de mise sur le marché des différents produits appartient à chaque pays membre. L'annexe I de la directive fournit une liste exhaustive (liste positive) des substances actives pouvant être incorporées dans les préparations phytopharmaceutiques commerciales.

## Procédure
Avant inscription, chaque substance active est confiée à un État membre qui devient « membre rapporteur ». Le membre rapporteur est chargé de diriger et de mener la ré-évaluation toxicologique et écotoxicologique de la substance active. À la fin du processus et au vu des résultats il est décidé d'inscrire ou non la substance active dans l'annexe I de la directive.
À la suite de cette décision, les États membres ne peuvent autoriser la mise sur le marché que de produits phytopharmaceutiques composés de substances actives incluses dans l'annexe I de la Directive. Cependant pour les substances interdites, certaines bénéficient, pour certains usages, d'un délai dérogatoire différant l'interdiction de mise sur le marché des préparations phytopharmaceutiques correspondantes. Ce délai supplémentaire a pour objet de permettre l'élaboration d'une solution efficace pour remplacer la substance concernée, dans les cas où leur emploi ne présente pas de risque inacceptable, et où leur retrait provoque une impasse technique présentant un enjeu économique particulier.

## Validité
La directive 91/414/CEE du Conseil est entrée en vigueur le 26 juillet 1991 et a été abrogée le 13 juin 2011, remplacée à cette date par le règlement (CE) n° 1107/2009 du Parlement européen et du Conseil du 21 octobre 2009.  

## Compléments